# لارس هيرشفيلد
لارس هيرشفيلد (17 أكتوبر 1978 إدمونتون كندا - ) هو لاعب كرة قدم كندي، يلعب كحارس مرمى.

## وصلات خارجية
- لارس هيرشفيلد على موقع IMDb (الإنجليزية)

لارس هيرشفيلد على موقع الاتحاد الدولي (مؤرشف)  (الإنجليزية)
- لارس هيرشفيلد على موقع اتحاد النرويج (النرويجية)
- لارس هيرشفيلد على موقع قاعدة بيانات كرة القدم.إي يو (الإنجليزية)
- لارس هيرشفيلد على موقع ليكيب (الفرنسية)
- لارس هيرشفيلد على موقع ناشيونال فوتبول تيمز (الإنجليزية)
- لارس هيرشفيلد على موقع Soccerbase.com (لاعب) (الإنجليزية)
- لارس هيرشفيلد على موقع Soccerway.com (الإنجليزية)
- لارس هيرشفيلد على موقع عالم كرة القدم.نت (الإنجليزية)